# Icerya pattersoni
Icerya pattersoni är en insektsart som beskrevs av Robert Newstead 1917. Icerya pattersoni ingår i släktet Icerya och familjen pärlsköldlöss.
Artens utbredningsområde är Ghana. Inga underarter finns listade i Catalogue of Life.